# Herb gminy Waganiec
Herb gminy Waganiec – jeden z symboli gminy Waganiec, ustanowiony 11 listopada 2013.

## Wygląd i symbolika
Herb przedstawia na tarczy w polu czerwonym skrzyżowaną laskę pielgrzyma zwieńczoną muszlą i kulką, złota, w lewym skosie i wiosło złote w prawym skosie. W podstawie tarczy jedna fala srebrna. Jest to nawiązanie do patronów kościoła w Zbrachlinie (św. Jakub i św. Wojciech) oraz położenia gminy nad Wisłą.